# 副條巨牙天竺鯛
副條巨牙天竺鯛（學名：Cheilodipterus parazonatus），又稱副條巨齒天竺鯛，為輻鰭魚綱鈎頭魚目天竺鯛科巨牙天竺鯛屬下的一個種，分布於西太平洋巴布亞新幾內亞、所羅門群島、澳洲大堡礁海域，深度2至25公尺，本魚體延長，呈長橢圓形，頭大、眼大、口大且斜裂，具犬齒，鋤骨和腭骨通常具齒，前鰓蓋骨邊緣具鋸齒，體被櫛鱗，身體淡綠色至棕灰色，頭頂和背部可能顏色較深，從吻部到尾部有黑色的中側條紋，逐漸變細至中尾鰭條近三分之一處的一點，黑色條紋在其背側和腹側邊緣有一條引人注目的狹窄白色條紋，魚鰭透明，背鰭硬棘7枚、背鰭軟條9枚、臀鰭硬棘2枚、臀鰭軟條8枚，體長可達6.1公分，棲息在珊瑚礁、潟湖，小群活動，肉食性，以小魚為食，繁殖期時，雄魚具有口孵習性，卵約7日化成仔魚，由雄魚吐出，具短暫的仔魚飄浮期，生活習性不明。